# Reprezentacja Makau w piłce ręcznej mężczyzn
Reprezentacja Makau w piłce ręcznej mężczyzn – narodowy zespół piłkarzy ręcznych reprezentujący Makau w rozgrywkach międzynarodowych.

## Turnieje

### Udział wigrzyskach azjatyckich
| Rok  | Wynik | Źródło |
| ---- | ----- | ------ |
| 1982 | –     |        |
| 1986 | –     |        |
| 1990 | –     |        |
| 1994 | –     |        |
| 1998 | –     |        |
| 2002 | –     |        |
| 2006 | 15.   |        |
| 2010 | –     |        |